# میداس ۱۹۸۱
سیارک ۱۹۸۱ (به انگلیسی: 1981 Midas، نامگذاری:1973EA) هزار و نهصد و هشتاد و یکمین سیارک کشف شده است که در ۶ مارس ۱۹۷۳ کشف شد.
قدر مطلق سیارک برابر ۱۵٫۵۰ است.